# Bulbophyllum ledungense
Bulbophyllum ledungense é uma espécie de orquídea (família Orchidaceae) pertencente ao gênero Bulbophyllum. Foi descrita por Fa Tsuan Wang em 1974.